# Soultaker
Soultaker ist ein US-amerikanischer Film aus dem Jahr 1990. In der Internet Movie Database wird der Film in der Liste der 100 Filme mit der schlechtesten Bewertung geführt (Stand: Januar 2016). Im Jahr 1999 wurde der Film durch die amerikanische Reihe Mystery Science Theater 3000, in der schlechte Filme satirisch kommentiert werden, neu bearbeitet. Andererseits wurde der Film 1992 mit einem Saturn Award in der Kategorie Best Genre Video Release ausgezeichnet.

## Handlung
Ein schwarz gekleideter Mann hat als Soultaker die Aufgabe, die Seelen von Zack, Natalie und einigen anderen jungen Leuten zu holen. Bei einem von ihm provozierten Unfall werden deren Seelen allerdings aus ihren Körpern herausgeschleudert. Während die wandelnden Seelen von zwei der jungen Leute nach kurzer Zeit vom Soultaker eingefangen und absorbiert werden, gelingt Natalie und Zack die Flucht zu Natalies Elternhaus. Ihre Mutter ist die erste Person, welche die beiden sehen und hören kann. Während Natalie ein Bad nehmen will, setzt sich Zack vor den Fernseher, wo er Natalies Eltern sieht, die unter Tränen verkünden, dass ihre Tochter hirntot sei und die lebenserhaltenden Maßnahmen bald abgeschaltet werden. In diesem Moment verwandelt sich Natalies Mutter in den Soultaker. Schließlich gelingt den beiden jedoch erneut die Flucht und sie begeben sich zum Krankenhaus. Dort treffen sie wieder auf den Soultaker, der Natalie überredet mit in eine andere Dimension zu kommen. Im letzten Moment flieht sie allerdings wieder. Unterdessen trifft Zack auf Brad (den vom Soultaker bereits gefangenen Fahrer des Unfallwagens). Als Strafe dafür, dass er den Tod der Anderen verursacht hat, ist er nun selbst ein Soultaker. Brad gibt Zack jedoch zwei Ringe mit deren Hilfe er Seelen übertragen kann. Mit Hilfe dieser Ringe übertragen er und Natalie zunächst ihre Seele wieder auf ihren Körper, scheitern dabei jedoch. Zack absorbiert Natalies Seele daraufhin aus ihrem Körper in einen der Ringe und flieht vor dem Soultaker. Schließlich gelingt es ihm seine Seele wieder in seinen Körper zu übertragen und anschließend Natalies Seele in ihren sterbenden Körper.

## Kritik
„Ob man ihn tatsächlich zu den 100 schlechtesten Filmen überhaupt zählen sollte, sei dahingestellt. Schlecht ist er aber auf jeden Fall. Weder ist die Idee hinter dem Film sonderlich geistreich noch gelingt dem Drehbuch eine brauchbare Umsetzung der schwachen Idee.“

„Während ich diese Worte schreibe ist der Film auf Platz 42 der 100 schlechtesten Filme der IMDb. Das wiederum hat der Film nicht unbedingt verdient. Am Ende ist Soultaker nämlich wenigstens ein Film. Ein Film voller Plotholes, Dummheiten und unfähigen Darstellen, aber dennoch als Film zu erkennen.“